# Bernard Sesboüé

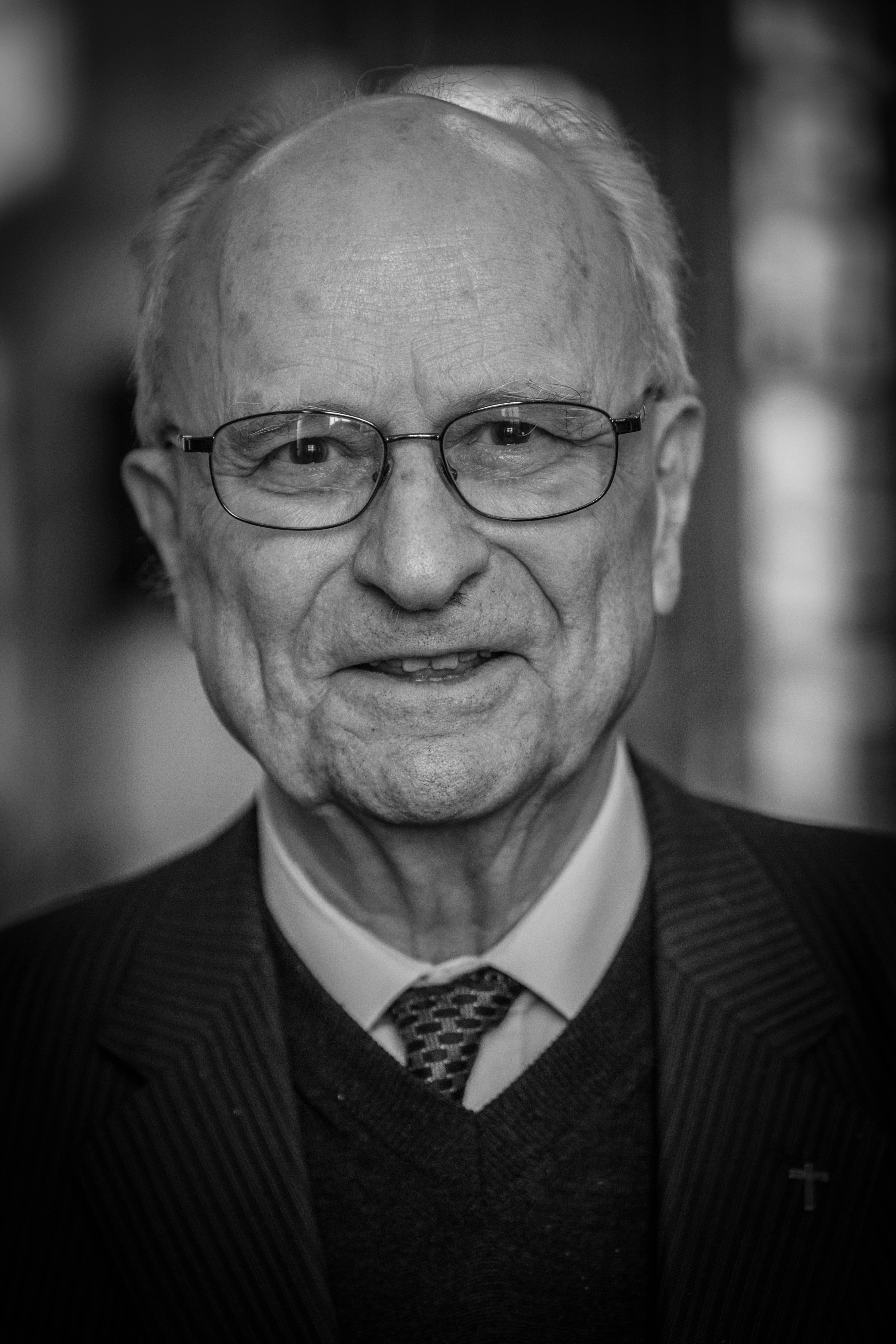
Bernard Sesboüé (2014)

Bernard Sesboüé SJ (* 30. Juli 1929 in La Suze-sur-Sarthe; † 22. September 2021 in Lille) war ein französischer Jesuit, Pädagoge, Christologe und Ekklesiologe.

## Leben
Bernard Sesboüé trat am 27. Oktober 1948 in die Gesellschaft Jesu in Laval ein und empfing nach seiner theologischen und philosophischen Ausbildung im Jesuitenkolleg in Le Mans und Chantilly sowie dem Studium der klassischen Literatur an der Sorbonne am 7. September 1960 die Priesterweihe. Er absolvierte sein Terziat in Paray-le-Monial und schloss an der Gregoriana in Rom ein Doktoratsstudium mit einer Dissertation über Basilius von Caesarea ab. Zurück in Frankreich lehrte er Patristik und Dogmatik an der Theologischen Fakultät der Jesuiten in Lyon-Fourvière und anschließend am Centre Sèvres, der Jesuitenfakultät in Paris. Er war Mitglied der französischsprachigen Westeuropäischen Provinz.
Durch die Veröffentlichung von über vierzig Büchern, darunter mehreren Nachschlagewerken, und zahlreichen Artikeln leistete er einen wichtigen Beitrag zur Christologie und Ekklesiologie. Auch in der Ökumene hat er sich stark engagiert. Zudem war er sehr präsent bei Vorträgen und Konferenzen wie der Internationalen Theologenkommission. Er war einst Mitglied der Internationalen Kommission für den katholisch-reformierten Dialog, nahm fast 40 Jahre lang an den Sitzungen der Groupe des Dombes teil und wurde zum Berater des Päpstlichen Rats zur Förderung der Einheit der Christen ernannt.
Am 20. September 2021 empfing er das Sakrament der Krankensalbung. Er verstarb im Alter von 92 Jahren am 22. September 2021 in Lille.